# Модерна одбрана
Овај чланак користи алгебарску шаховску нотацију како би се описали шаховски потези.
Модерна одбрана (позната и као Робашова названа по Карлу Робашу ) је хипермодерно шаховско отварања у којем црни дозвољава бијеломе да заузме центар са пјешацима на д4 и е4, а затим настави да напада и подрива овај „идеални“ центар без покушаја да заузме то сам. Отварање су најистакнутији британски велемајстори Нигел Дејвис и Колин МекНаб .
Модерна одбрана уско је повезана са Пирчевом одбраном, при чему је главна разлика та што у модерној, црни одлаже развој свог витеза до ф6. Кашњење. . . Сф6 који напада пјешака бијелога на е4 даје бијелом могућност тупљења г7-ловца са ц2 – ц3. Између два отварања постоје бројне могућности транспозиције .
Енциклопедија шаховских отварања ( ECO ) класификује Модерну одбрану као ознаку Б06, док се кодови Б07 до Б09 додељују Пирчу. Десето издање Модерних шаховских отварања (1965) груписало је Пирч и Робаш као „Пирч – Робач одбрана“.

## 2.д4

### Главна линија: 2.д4 Лг7
Бијелов најјачи одговор на модерну одбрану је 2.д4, на који црни обично одговара 2. . . Лг7. Главни наставци су:
- 3. Сц3 д6 4. ф4 ц6 5. Сф3 Лг4 (Стандардна линија, ЕЦО Б06)
- 3. ц4 ( ЕЦО А40) д6 4. Сц3 Сц6 5. Ле3 е5 6. д5 Сце7 (7.г4 одговори 7 ... ф5 8.гхф5 гхф5 9. Дх5 + Сг6 10.ехф5 Дх4 11. Дхх4 (дама узима на пољу х4) Схх4 (скакач узима на пољу) 12. Сб5 Кд8)

Остале могућности укључују:
- 3. Лц4 (Ловчев напад)
- 3. Лд2 (Вестерманов гамбит)
- 3. Лд3 (Винд Гамбит)
- 3.ф4 (напад три пјешака)
- 3.г3
- 3. Сф3

### Фишеров 3.х4!?
Боби Фишер предложио је потез 3.х4 !? као неортодоксни покушај против 1 ... г6 2.д4 Лг7, у његовој напомени о игри против Пал Бенка .  (Фишер је играо 3. Сц3 у стварној игри. ) Идеја је да се открије краљева страна црнога потезима х4 – х5, а након тога за ххг6 (пјешак на х пољу узима пјешака на ф6 пољу), јер ... гхх5 (пјешак на г пољу узима пјешака на х5 пољу) би значајно ослабио штит за црног краља.

### Авербакх систем
|   | a | b | c | d | e | f | g | h |   |
| 8 | a8 black rook · b8 black knight · c8 black bishop · d8 black queen · e8 black king · g8 black knight · h8 black rook · a7 black pawn · b7 black pawn · c7 black pawn · e7 black pawn · f7 black pawn · g7 black bishop · h7 black pawn · d6 black pawn · g6 black pawn · c4 white pawn · d4 white pawn · e4 white pawn · c3 white knight · a2 white pawn · b2 white pawn · f2 white pawn · g2 white pawn · h2 white pawn · a1 white rook · c1 white bishop · d1 white queen · e1 white king · f1 white bishop · g1 white knight · h1 white rook | a8 black rook · b8 black knight · c8 black bishop · d8 black queen · e8 black king · g8 black knight · h8 black rook · a7 black pawn · b7 black pawn · c7 black pawn · e7 black pawn · f7 black pawn · g7 black bishop · h7 black pawn · d6 black pawn · g6 black pawn · c4 white pawn · d4 white pawn · e4 white pawn · c3 white knight · a2 white pawn · b2 white pawn · f2 white pawn · g2 white pawn · h2 white pawn · a1 white rook · c1 white bishop · d1 white queen · e1 white king · f1 white bishop · g1 white knight · h1 white rook | a8 black rook · b8 black knight · c8 black bishop · d8 black queen · e8 black king · g8 black knight · h8 black rook · a7 black pawn · b7 black pawn · c7 black pawn · e7 black pawn · f7 black pawn · g7 black bishop · h7 black pawn · d6 black pawn · g6 black pawn · c4 white pawn · d4 white pawn · e4 white pawn · c3 white knight · a2 white pawn · b2 white pawn · f2 white pawn · g2 white pawn · h2 white pawn · a1 white rook · c1 white bishop · d1 white queen · e1 white king · f1 white bishop · g1 white knight · h1 white rook | a8 black rook · b8 black knight · c8 black bishop · d8 black queen · e8 black king · g8 black knight · h8 black rook · a7 black pawn · b7 black pawn · c7 black pawn · e7 black pawn · f7 black pawn · g7 black bishop · h7 black pawn · d6 black pawn · g6 black pawn · c4 white pawn · d4 white pawn · e4 white pawn · c3 white knight · a2 white pawn · b2 white pawn · f2 white pawn · g2 white pawn · h2 white pawn · a1 white rook · c1 white bishop · d1 white queen · e1 white king · f1 white bishop · g1 white knight · h1 white rook | a8 black rook · b8 black knight · c8 black bishop · d8 black queen · e8 black king · g8 black knight · h8 black rook · a7 black pawn · b7 black pawn · c7 black pawn · e7 black pawn · f7 black pawn · g7 black bishop · h7 black pawn · d6 black pawn · g6 black pawn · c4 white pawn · d4 white pawn · e4 white pawn · c3 white knight · a2 white pawn · b2 white pawn · f2 white pawn · g2 white pawn · h2 white pawn · a1 white rook · c1 white bishop · d1 white queen · e1 white king · f1 white bishop · g1 white knight · h1 white rook | a8 black rook · b8 black knight · c8 black bishop · d8 black queen · e8 black king · g8 black knight · h8 black rook · a7 black pawn · b7 black pawn · c7 black pawn · e7 black pawn · f7 black pawn · g7 black bishop · h7 black pawn · d6 black pawn · g6 black pawn · c4 white pawn · d4 white pawn · e4 white pawn · c3 white knight · a2 white pawn · b2 white pawn · f2 white pawn · g2 white pawn · h2 white pawn · a1 white rook · c1 white bishop · d1 white queen · e1 white king · f1 white bishop · g1 white knight · h1 white rook | a8 black rook · b8 black knight · c8 black bishop · d8 black queen · e8 black king · g8 black knight · h8 black rook · a7 black pawn · b7 black pawn · c7 black pawn · e7 black pawn · f7 black pawn · g7 black bishop · h7 black pawn · d6 black pawn · g6 black pawn · c4 white pawn · d4 white pawn · e4 white pawn · c3 white knight · a2 white pawn · b2 white pawn · f2 white pawn · g2 white pawn · h2 white pawn · a1 white rook · c1 white bishop · d1 white queen · e1 white king · f1 white bishop · g1 white knight · h1 white rook | a8 black rook · b8 black knight · c8 black bishop · d8 black queen · e8 black king · g8 black knight · h8 black rook · a7 black pawn · b7 black pawn · c7 black pawn · e7 black pawn · f7 black pawn · g7 black bishop · h7 black pawn · d6 black pawn · g6 black pawn · c4 white pawn · d4 white pawn · e4 white pawn · c3 white knight · a2 white pawn · b2 white pawn · f2 white pawn · g2 white pawn · h2 white pawn · a1 white rook · c1 white bishop · d1 white queen · e1 white king · f1 white bishop · g1 white knight · h1 white rook | 8 |
| 7 | a8 black rook · b8 black knight · c8 black bishop · d8 black queen · e8 black king · g8 black knight · h8 black rook · a7 black pawn · b7 black pawn · c7 black pawn · e7 black pawn · f7 black pawn · g7 black bishop · h7 black pawn · d6 black pawn · g6 black pawn · c4 white pawn · d4 white pawn · e4 white pawn · c3 white knight · a2 white pawn · b2 white pawn · f2 white pawn · g2 white pawn · h2 white pawn · a1 white rook · c1 white bishop · d1 white queen · e1 white king · f1 white bishop · g1 white knight · h1 white rook | a8 black rook · b8 black knight · c8 black bishop · d8 black queen · e8 black king · g8 black knight · h8 black rook · a7 black pawn · b7 black pawn · c7 black pawn · e7 black pawn · f7 black pawn · g7 black bishop · h7 black pawn · d6 black pawn · g6 black pawn · c4 white pawn · d4 white pawn · e4 white pawn · c3 white knight · a2 white pawn · b2 white pawn · f2 white pawn · g2 white pawn · h2 white pawn · a1 white rook · c1 white bishop · d1 white queen · e1 white king · f1 white bishop · g1 white knight · h1 white rook | a8 black rook · b8 black knight · c8 black bishop · d8 black queen · e8 black king · g8 black knight · h8 black rook · a7 black pawn · b7 black pawn · c7 black pawn · e7 black pawn · f7 black pawn · g7 black bishop · h7 black pawn · d6 black pawn · g6 black pawn · c4 white pawn · d4 white pawn · e4 white pawn · c3 white knight · a2 white pawn · b2 white pawn · f2 white pawn · g2 white pawn · h2 white pawn · a1 white rook · c1 white bishop · d1 white queen · e1 white king · f1 white bishop · g1 white knight · h1 white rook | a8 black rook · b8 black knight · c8 black bishop · d8 black queen · e8 black king · g8 black knight · h8 black rook · a7 black pawn · b7 black pawn · c7 black pawn · e7 black pawn · f7 black pawn · g7 black bishop · h7 black pawn · d6 black pawn · g6 black pawn · c4 white pawn · d4 white pawn · e4 white pawn · c3 white knight · a2 white pawn · b2 white pawn · f2 white pawn · g2 white pawn · h2 white pawn · a1 white rook · c1 white bishop · d1 white queen · e1 white king · f1 white bishop · g1 white knight · h1 white rook | a8 black rook · b8 black knight · c8 black bishop · d8 black queen · e8 black king · g8 black knight · h8 black rook · a7 black pawn · b7 black pawn · c7 black pawn · e7 black pawn · f7 black pawn · g7 black bishop · h7 black pawn · d6 black pawn · g6 black pawn · c4 white pawn · d4 white pawn · e4 white pawn · c3 white knight · a2 white pawn · b2 white pawn · f2 white pawn · g2 white pawn · h2 white pawn · a1 white rook · c1 white bishop · d1 white queen · e1 white king · f1 white bishop · g1 white knight · h1 white rook | a8 black rook · b8 black knight · c8 black bishop · d8 black queen · e8 black king · g8 black knight · h8 black rook · a7 black pawn · b7 black pawn · c7 black pawn · e7 black pawn · f7 black pawn · g7 black bishop · h7 black pawn · d6 black pawn · g6 black pawn · c4 white pawn · d4 white pawn · e4 white pawn · c3 white knight · a2 white pawn · b2 white pawn · f2 white pawn · g2 white pawn · h2 white pawn · a1 white rook · c1 white bishop · d1 white queen · e1 white king · f1 white bishop · g1 white knight · h1 white rook | a8 black rook · b8 black knight · c8 black bishop · d8 black queen · e8 black king · g8 black knight · h8 black rook · a7 black pawn · b7 black pawn · c7 black pawn · e7 black pawn · f7 black pawn · g7 black bishop · h7 black pawn · d6 black pawn · g6 black pawn · c4 white pawn · d4 white pawn · e4 white pawn · c3 white knight · a2 white pawn · b2 white pawn · f2 white pawn · g2 white pawn · h2 white pawn · a1 white rook · c1 white bishop · d1 white queen · e1 white king · f1 white bishop · g1 white knight · h1 white rook | a8 black rook · b8 black knight · c8 black bishop · d8 black queen · e8 black king · g8 black knight · h8 black rook · a7 black pawn · b7 black pawn · c7 black pawn · e7 black pawn · f7 black pawn · g7 black bishop · h7 black pawn · d6 black pawn · g6 black pawn · c4 white pawn · d4 white pawn · e4 white pawn · c3 white knight · a2 white pawn · b2 white pawn · f2 white pawn · g2 white pawn · h2 white pawn · a1 white rook · c1 white bishop · d1 white queen · e1 white king · f1 white bishop · g1 white knight · h1 white rook | 7 |
| 6 | a8 black rook · b8 black knight · c8 black bishop · d8 black queen · e8 black king · g8 black knight · h8 black rook · a7 black pawn · b7 black pawn · c7 black pawn · e7 black pawn · f7 black pawn · g7 black bishop · h7 black pawn · d6 black pawn · g6 black pawn · c4 white pawn · d4 white pawn · e4 white pawn · c3 white knight · a2 white pawn · b2 white pawn · f2 white pawn · g2 white pawn · h2 white pawn · a1 white rook · c1 white bishop · d1 white queen · e1 white king · f1 white bishop · g1 white knight · h1 white rook | a8 black rook · b8 black knight · c8 black bishop · d8 black queen · e8 black king · g8 black knight · h8 black rook · a7 black pawn · b7 black pawn · c7 black pawn · e7 black pawn · f7 black pawn · g7 black bishop · h7 black pawn · d6 black pawn · g6 black pawn · c4 white pawn · d4 white pawn · e4 white pawn · c3 white knight · a2 white pawn · b2 white pawn · f2 white pawn · g2 white pawn · h2 white pawn · a1 white rook · c1 white bishop · d1 white queen · e1 white king · f1 white bishop · g1 white knight · h1 white rook | a8 black rook · b8 black knight · c8 black bishop · d8 black queen · e8 black king · g8 black knight · h8 black rook · a7 black pawn · b7 black pawn · c7 black pawn · e7 black pawn · f7 black pawn · g7 black bishop · h7 black pawn · d6 black pawn · g6 black pawn · c4 white pawn · d4 white pawn · e4 white pawn · c3 white knight · a2 white pawn · b2 white pawn · f2 white pawn · g2 white pawn · h2 white pawn · a1 white rook · c1 white bishop · d1 white queen · e1 white king · f1 white bishop · g1 white knight · h1 white rook | a8 black rook · b8 black knight · c8 black bishop · d8 black queen · e8 black king · g8 black knight · h8 black rook · a7 black pawn · b7 black pawn · c7 black pawn · e7 black pawn · f7 black pawn · g7 black bishop · h7 black pawn · d6 black pawn · g6 black pawn · c4 white pawn · d4 white pawn · e4 white pawn · c3 white knight · a2 white pawn · b2 white pawn · f2 white pawn · g2 white pawn · h2 white pawn · a1 white rook · c1 white bishop · d1 white queen · e1 white king · f1 white bishop · g1 white knight · h1 white rook | a8 black rook · b8 black knight · c8 black bishop · d8 black queen · e8 black king · g8 black knight · h8 black rook · a7 black pawn · b7 black pawn · c7 black pawn · e7 black pawn · f7 black pawn · g7 black bishop · h7 black pawn · d6 black pawn · g6 black pawn · c4 white pawn · d4 white pawn · e4 white pawn · c3 white knight · a2 white pawn · b2 white pawn · f2 white pawn · g2 white pawn · h2 white pawn · a1 white rook · c1 white bishop · d1 white queen · e1 white king · f1 white bishop · g1 white knight · h1 white rook | a8 black rook · b8 black knight · c8 black bishop · d8 black queen · e8 black king · g8 black knight · h8 black rook · a7 black pawn · b7 black pawn · c7 black pawn · e7 black pawn · f7 black pawn · g7 black bishop · h7 black pawn · d6 black pawn · g6 black pawn · c4 white pawn · d4 white pawn · e4 white pawn · c3 white knight · a2 white pawn · b2 white pawn · f2 white pawn · g2 white pawn · h2 white pawn · a1 white rook · c1 white bishop · d1 white queen · e1 white king · f1 white bishop · g1 white knight · h1 white rook | a8 black rook · b8 black knight · c8 black bishop · d8 black queen · e8 black king · g8 black knight · h8 black rook · a7 black pawn · b7 black pawn · c7 black pawn · e7 black pawn · f7 black pawn · g7 black bishop · h7 black pawn · d6 black pawn · g6 black pawn · c4 white pawn · d4 white pawn · e4 white pawn · c3 white knight · a2 white pawn · b2 white pawn · f2 white pawn · g2 white pawn · h2 white pawn · a1 white rook · c1 white bishop · d1 white queen · e1 white king · f1 white bishop · g1 white knight · h1 white rook | a8 black rook · b8 black knight · c8 black bishop · d8 black queen · e8 black king · g8 black knight · h8 black rook · a7 black pawn · b7 black pawn · c7 black pawn · e7 black pawn · f7 black pawn · g7 black bishop · h7 black pawn · d6 black pawn · g6 black pawn · c4 white pawn · d4 white pawn · e4 white pawn · c3 white knight · a2 white pawn · b2 white pawn · f2 white pawn · g2 white pawn · h2 white pawn · a1 white rook · c1 white bishop · d1 white queen · e1 white king · f1 white bishop · g1 white knight · h1 white rook | 6 |
| 5 | a8 black rook · b8 black knight · c8 black bishop · d8 black queen · e8 black king · g8 black knight · h8 black rook · a7 black pawn · b7 black pawn · c7 black pawn · e7 black pawn · f7 black pawn · g7 black bishop · h7 black pawn · d6 black pawn · g6 black pawn · c4 white pawn · d4 white pawn · e4 white pawn · c3 white knight · a2 white pawn · b2 white pawn · f2 white pawn · g2 white pawn · h2 white pawn · a1 white rook · c1 white bishop · d1 white queen · e1 white king · f1 white bishop · g1 white knight · h1 white rook | a8 black rook · b8 black knight · c8 black bishop · d8 black queen · e8 black king · g8 black knight · h8 black rook · a7 black pawn · b7 black pawn · c7 black pawn · e7 black pawn · f7 black pawn · g7 black bishop · h7 black pawn · d6 black pawn · g6 black pawn · c4 white pawn · d4 white pawn · e4 white pawn · c3 white knight · a2 white pawn · b2 white pawn · f2 white pawn · g2 white pawn · h2 white pawn · a1 white rook · c1 white bishop · d1 white queen · e1 white king · f1 white bishop · g1 white knight · h1 white rook | a8 black rook · b8 black knight · c8 black bishop · d8 black queen · e8 black king · g8 black knight · h8 black rook · a7 black pawn · b7 black pawn · c7 black pawn · e7 black pawn · f7 black pawn · g7 black bishop · h7 black pawn · d6 black pawn · g6 black pawn · c4 white pawn · d4 white pawn · e4 white pawn · c3 white knight · a2 white pawn · b2 white pawn · f2 white pawn · g2 white pawn · h2 white pawn · a1 white rook · c1 white bishop · d1 white queen · e1 white king · f1 white bishop · g1 white knight · h1 white rook | a8 black rook · b8 black knight · c8 black bishop · d8 black queen · e8 black king · g8 black knight · h8 black rook · a7 black pawn · b7 black pawn · c7 black pawn · e7 black pawn · f7 black pawn · g7 black bishop · h7 black pawn · d6 black pawn · g6 black pawn · c4 white pawn · d4 white pawn · e4 white pawn · c3 white knight · a2 white pawn · b2 white pawn · f2 white pawn · g2 white pawn · h2 white pawn · a1 white rook · c1 white bishop · d1 white queen · e1 white king · f1 white bishop · g1 white knight · h1 white rook | a8 black rook · b8 black knight · c8 black bishop · d8 black queen · e8 black king · g8 black knight · h8 black rook · a7 black pawn · b7 black pawn · c7 black pawn · e7 black pawn · f7 black pawn · g7 black bishop · h7 black pawn · d6 black pawn · g6 black pawn · c4 white pawn · d4 white pawn · e4 white pawn · c3 white knight · a2 white pawn · b2 white pawn · f2 white pawn · g2 white pawn · h2 white pawn · a1 white rook · c1 white bishop · d1 white queen · e1 white king · f1 white bishop · g1 white knight · h1 white rook | a8 black rook · b8 black knight · c8 black bishop · d8 black queen · e8 black king · g8 black knight · h8 black rook · a7 black pawn · b7 black pawn · c7 black pawn · e7 black pawn · f7 black pawn · g7 black bishop · h7 black pawn · d6 black pawn · g6 black pawn · c4 white pawn · d4 white pawn · e4 white pawn · c3 white knight · a2 white pawn · b2 white pawn · f2 white pawn · g2 white pawn · h2 white pawn · a1 white rook · c1 white bishop · d1 white queen · e1 white king · f1 white bishop · g1 white knight · h1 white rook | a8 black rook · b8 black knight · c8 black bishop · d8 black queen · e8 black king · g8 black knight · h8 black rook · a7 black pawn · b7 black pawn · c7 black pawn · e7 black pawn · f7 black pawn · g7 black bishop · h7 black pawn · d6 black pawn · g6 black pawn · c4 white pawn · d4 white pawn · e4 white pawn · c3 white knight · a2 white pawn · b2 white pawn · f2 white pawn · g2 white pawn · h2 white pawn · a1 white rook · c1 white bishop · d1 white queen · e1 white king · f1 white bishop · g1 white knight · h1 white rook | a8 black rook · b8 black knight · c8 black bishop · d8 black queen · e8 black king · g8 black knight · h8 black rook · a7 black pawn · b7 black pawn · c7 black pawn · e7 black pawn · f7 black pawn · g7 black bishop · h7 black pawn · d6 black pawn · g6 black pawn · c4 white pawn · d4 white pawn · e4 white pawn · c3 white knight · a2 white pawn · b2 white pawn · f2 white pawn · g2 white pawn · h2 white pawn · a1 white rook · c1 white bishop · d1 white queen · e1 white king · f1 white bishop · g1 white knight · h1 white rook | 5 |
| 4 | a8 black rook · b8 black knight · c8 black bishop · d8 black queen · e8 black king · g8 black knight · h8 black rook · a7 black pawn · b7 black pawn · c7 black pawn · e7 black pawn · f7 black pawn · g7 black bishop · h7 black pawn · d6 black pawn · g6 black pawn · c4 white pawn · d4 white pawn · e4 white pawn · c3 white knight · a2 white pawn · b2 white pawn · f2 white pawn · g2 white pawn · h2 white pawn · a1 white rook · c1 white bishop · d1 white queen · e1 white king · f1 white bishop · g1 white knight · h1 white rook | a8 black rook · b8 black knight · c8 black bishop · d8 black queen · e8 black king · g8 black knight · h8 black rook · a7 black pawn · b7 black pawn · c7 black pawn · e7 black pawn · f7 black pawn · g7 black bishop · h7 black pawn · d6 black pawn · g6 black pawn · c4 white pawn · d4 white pawn · e4 white pawn · c3 white knight · a2 white pawn · b2 white pawn · f2 white pawn · g2 white pawn · h2 white pawn · a1 white rook · c1 white bishop · d1 white queen · e1 white king · f1 white bishop · g1 white knight · h1 white rook | a8 black rook · b8 black knight · c8 black bishop · d8 black queen · e8 black king · g8 black knight · h8 black rook · a7 black pawn · b7 black pawn · c7 black pawn · e7 black pawn · f7 black pawn · g7 black bishop · h7 black pawn · d6 black pawn · g6 black pawn · c4 white pawn · d4 white pawn · e4 white pawn · c3 white knight · a2 white pawn · b2 white pawn · f2 white pawn · g2 white pawn · h2 white pawn · a1 white rook · c1 white bishop · d1 white queen · e1 white king · f1 white bishop · g1 white knight · h1 white rook | a8 black rook · b8 black knight · c8 black bishop · d8 black queen · e8 black king · g8 black knight · h8 black rook · a7 black pawn · b7 black pawn · c7 black pawn · e7 black pawn · f7 black pawn · g7 black bishop · h7 black pawn · d6 black pawn · g6 black pawn · c4 white pawn · d4 white pawn · e4 white pawn · c3 white knight · a2 white pawn · b2 white pawn · f2 white pawn · g2 white pawn · h2 white pawn · a1 white rook · c1 white bishop · d1 white queen · e1 white king · f1 white bishop · g1 white knight · h1 white rook | a8 black rook · b8 black knight · c8 black bishop · d8 black queen · e8 black king · g8 black knight · h8 black rook · a7 black pawn · b7 black pawn · c7 black pawn · e7 black pawn · f7 black pawn · g7 black bishop · h7 black pawn · d6 black pawn · g6 black pawn · c4 white pawn · d4 white pawn · e4 white pawn · c3 white knight · a2 white pawn · b2 white pawn · f2 white pawn · g2 white pawn · h2 white pawn · a1 white rook · c1 white bishop · d1 white queen · e1 white king · f1 white bishop · g1 white knight · h1 white rook | a8 black rook · b8 black knight · c8 black bishop · d8 black queen · e8 black king · g8 black knight · h8 black rook · a7 black pawn · b7 black pawn · c7 black pawn · e7 black pawn · f7 black pawn · g7 black bishop · h7 black pawn · d6 black pawn · g6 black pawn · c4 white pawn · d4 white pawn · e4 white pawn · c3 white knight · a2 white pawn · b2 white pawn · f2 white pawn · g2 white pawn · h2 white pawn · a1 white rook · c1 white bishop · d1 white queen · e1 white king · f1 white bishop · g1 white knight · h1 white rook | a8 black rook · b8 black knight · c8 black bishop · d8 black queen · e8 black king · g8 black knight · h8 black rook · a7 black pawn · b7 black pawn · c7 black pawn · e7 black pawn · f7 black pawn · g7 black bishop · h7 black pawn · d6 black pawn · g6 black pawn · c4 white pawn · d4 white pawn · e4 white pawn · c3 white knight · a2 white pawn · b2 white pawn · f2 white pawn · g2 white pawn · h2 white pawn · a1 white rook · c1 white bishop · d1 white queen · e1 white king · f1 white bishop · g1 white knight · h1 white rook | a8 black rook · b8 black knight · c8 black bishop · d8 black queen · e8 black king · g8 black knight · h8 black rook · a7 black pawn · b7 black pawn · c7 black pawn · e7 black pawn · f7 black pawn · g7 black bishop · h7 black pawn · d6 black pawn · g6 black pawn · c4 white pawn · d4 white pawn · e4 white pawn · c3 white knight · a2 white pawn · b2 white pawn · f2 white pawn · g2 white pawn · h2 white pawn · a1 white rook · c1 white bishop · d1 white queen · e1 white king · f1 white bishop · g1 white knight · h1 white rook | 4 |
| 3 | a8 black rook · b8 black knight · c8 black bishop · d8 black queen · e8 black king · g8 black knight · h8 black rook · a7 black pawn · b7 black pawn · c7 black pawn · e7 black pawn · f7 black pawn · g7 black bishop · h7 black pawn · d6 black pawn · g6 black pawn · c4 white pawn · d4 white pawn · e4 white pawn · c3 white knight · a2 white pawn · b2 white pawn · f2 white pawn · g2 white pawn · h2 white pawn · a1 white rook · c1 white bishop · d1 white queen · e1 white king · f1 white bishop · g1 white knight · h1 white rook | a8 black rook · b8 black knight · c8 black bishop · d8 black queen · e8 black king · g8 black knight · h8 black rook · a7 black pawn · b7 black pawn · c7 black pawn · e7 black pawn · f7 black pawn · g7 black bishop · h7 black pawn · d6 black pawn · g6 black pawn · c4 white pawn · d4 white pawn · e4 white pawn · c3 white knight · a2 white pawn · b2 white pawn · f2 white pawn · g2 white pawn · h2 white pawn · a1 white rook · c1 white bishop · d1 white queen · e1 white king · f1 white bishop · g1 white knight · h1 white rook | a8 black rook · b8 black knight · c8 black bishop · d8 black queen · e8 black king · g8 black knight · h8 black rook · a7 black pawn · b7 black pawn · c7 black pawn · e7 black pawn · f7 black pawn · g7 black bishop · h7 black pawn · d6 black pawn · g6 black pawn · c4 white pawn · d4 white pawn · e4 white pawn · c3 white knight · a2 white pawn · b2 white pawn · f2 white pawn · g2 white pawn · h2 white pawn · a1 white rook · c1 white bishop · d1 white queen · e1 white king · f1 white bishop · g1 white knight · h1 white rook | a8 black rook · b8 black knight · c8 black bishop · d8 black queen · e8 black king · g8 black knight · h8 black rook · a7 black pawn · b7 black pawn · c7 black pawn · e7 black pawn · f7 black pawn · g7 black bishop · h7 black pawn · d6 black pawn · g6 black pawn · c4 white pawn · d4 white pawn · e4 white pawn · c3 white knight · a2 white pawn · b2 white pawn · f2 white pawn · g2 white pawn · h2 white pawn · a1 white rook · c1 white bishop · d1 white queen · e1 white king · f1 white bishop · g1 white knight · h1 white rook | a8 black rook · b8 black knight · c8 black bishop · d8 black queen · e8 black king · g8 black knight · h8 black rook · a7 black pawn · b7 black pawn · c7 black pawn · e7 black pawn · f7 black pawn · g7 black bishop · h7 black pawn · d6 black pawn · g6 black pawn · c4 white pawn · d4 white pawn · e4 white pawn · c3 white knight · a2 white pawn · b2 white pawn · f2 white pawn · g2 white pawn · h2 white pawn · a1 white rook · c1 white bishop · d1 white queen · e1 white king · f1 white bishop · g1 white knight · h1 white rook | a8 black rook · b8 black knight · c8 black bishop · d8 black queen · e8 black king · g8 black knight · h8 black rook · a7 black pawn · b7 black pawn · c7 black pawn · e7 black pawn · f7 black pawn · g7 black bishop · h7 black pawn · d6 black pawn · g6 black pawn · c4 white pawn · d4 white pawn · e4 white pawn · c3 white knight · a2 white pawn · b2 white pawn · f2 white pawn · g2 white pawn · h2 white pawn · a1 white rook · c1 white bishop · d1 white queen · e1 white king · f1 white bishop · g1 white knight · h1 white rook | a8 black rook · b8 black knight · c8 black bishop · d8 black queen · e8 black king · g8 black knight · h8 black rook · a7 black pawn · b7 black pawn · c7 black pawn · e7 black pawn · f7 black pawn · g7 black bishop · h7 black pawn · d6 black pawn · g6 black pawn · c4 white pawn · d4 white pawn · e4 white pawn · c3 white knight · a2 white pawn · b2 white pawn · f2 white pawn · g2 white pawn · h2 white pawn · a1 white rook · c1 white bishop · d1 white queen · e1 white king · f1 white bishop · g1 white knight · h1 white rook | a8 black rook · b8 black knight · c8 black bishop · d8 black queen · e8 black king · g8 black knight · h8 black rook · a7 black pawn · b7 black pawn · c7 black pawn · e7 black pawn · f7 black pawn · g7 black bishop · h7 black pawn · d6 black pawn · g6 black pawn · c4 white pawn · d4 white pawn · e4 white pawn · c3 white knight · a2 white pawn · b2 white pawn · f2 white pawn · g2 white pawn · h2 white pawn · a1 white rook · c1 white bishop · d1 white queen · e1 white king · f1 white bishop · g1 white knight · h1 white rook | 3 |
| 2 | a8 black rook · b8 black knight · c8 black bishop · d8 black queen · e8 black king · g8 black knight · h8 black rook · a7 black pawn · b7 black pawn · c7 black pawn · e7 black pawn · f7 black pawn · g7 black bishop · h7 black pawn · d6 black pawn · g6 black pawn · c4 white pawn · d4 white pawn · e4 white pawn · c3 white knight · a2 white pawn · b2 white pawn · f2 white pawn · g2 white pawn · h2 white pawn · a1 white rook · c1 white bishop · d1 white queen · e1 white king · f1 white bishop · g1 white knight · h1 white rook | a8 black rook · b8 black knight · c8 black bishop · d8 black queen · e8 black king · g8 black knight · h8 black rook · a7 black pawn · b7 black pawn · c7 black pawn · e7 black pawn · f7 black pawn · g7 black bishop · h7 black pawn · d6 black pawn · g6 black pawn · c4 white pawn · d4 white pawn · e4 white pawn · c3 white knight · a2 white pawn · b2 white pawn · f2 white pawn · g2 white pawn · h2 white pawn · a1 white rook · c1 white bishop · d1 white queen · e1 white king · f1 white bishop · g1 white knight · h1 white rook | a8 black rook · b8 black knight · c8 black bishop · d8 black queen · e8 black king · g8 black knight · h8 black rook · a7 black pawn · b7 black pawn · c7 black pawn · e7 black pawn · f7 black pawn · g7 black bishop · h7 black pawn · d6 black pawn · g6 black pawn · c4 white pawn · d4 white pawn · e4 white pawn · c3 white knight · a2 white pawn · b2 white pawn · f2 white pawn · g2 white pawn · h2 white pawn · a1 white rook · c1 white bishop · d1 white queen · e1 white king · f1 white bishop · g1 white knight · h1 white rook | a8 black rook · b8 black knight · c8 black bishop · d8 black queen · e8 black king · g8 black knight · h8 black rook · a7 black pawn · b7 black pawn · c7 black pawn · e7 black pawn · f7 black pawn · g7 black bishop · h7 black pawn · d6 black pawn · g6 black pawn · c4 white pawn · d4 white pawn · e4 white pawn · c3 white knight · a2 white pawn · b2 white pawn · f2 white pawn · g2 white pawn · h2 white pawn · a1 white rook · c1 white bishop · d1 white queen · e1 white king · f1 white bishop · g1 white knight · h1 white rook | a8 black rook · b8 black knight · c8 black bishop · d8 black queen · e8 black king · g8 black knight · h8 black rook · a7 black pawn · b7 black pawn · c7 black pawn · e7 black pawn · f7 black pawn · g7 black bishop · h7 black pawn · d6 black pawn · g6 black pawn · c4 white pawn · d4 white pawn · e4 white pawn · c3 white knight · a2 white pawn · b2 white pawn · f2 white pawn · g2 white pawn · h2 white pawn · a1 white rook · c1 white bishop · d1 white queen · e1 white king · f1 white bishop · g1 white knight · h1 white rook | a8 black rook · b8 black knight · c8 black bishop · d8 black queen · e8 black king · g8 black knight · h8 black rook · a7 black pawn · b7 black pawn · c7 black pawn · e7 black pawn · f7 black pawn · g7 black bishop · h7 black pawn · d6 black pawn · g6 black pawn · c4 white pawn · d4 white pawn · e4 white pawn · c3 white knight · a2 white pawn · b2 white pawn · f2 white pawn · g2 white pawn · h2 white pawn · a1 white rook · c1 white bishop · d1 white queen · e1 white king · f1 white bishop · g1 white knight · h1 white rook | a8 black rook · b8 black knight · c8 black bishop · d8 black queen · e8 black king · g8 black knight · h8 black rook · a7 black pawn · b7 black pawn · c7 black pawn · e7 black pawn · f7 black pawn · g7 black bishop · h7 black pawn · d6 black pawn · g6 black pawn · c4 white pawn · d4 white pawn · e4 white pawn · c3 white knight · a2 white pawn · b2 white pawn · f2 white pawn · g2 white pawn · h2 white pawn · a1 white rook · c1 white bishop · d1 white queen · e1 white king · f1 white bishop · g1 white knight · h1 white rook | a8 black rook · b8 black knight · c8 black bishop · d8 black queen · e8 black king · g8 black knight · h8 black rook · a7 black pawn · b7 black pawn · c7 black pawn · e7 black pawn · f7 black pawn · g7 black bishop · h7 black pawn · d6 black pawn · g6 black pawn · c4 white pawn · d4 white pawn · e4 white pawn · c3 white knight · a2 white pawn · b2 white pawn · f2 white pawn · g2 white pawn · h2 white pawn · a1 white rook · c1 white bishop · d1 white queen · e1 white king · f1 white bishop · g1 white knight · h1 white rook | 2 |
| 1 | a8 black rook · b8 black knight · c8 black bishop · d8 black queen · e8 black king · g8 black knight · h8 black rook · a7 black pawn · b7 black pawn · c7 black pawn · e7 black pawn · f7 black pawn · g7 black bishop · h7 black pawn · d6 black pawn · g6 black pawn · c4 white pawn · d4 white pawn · e4 white pawn · c3 white knight · a2 white pawn · b2 white pawn · f2 white pawn · g2 white pawn · h2 white pawn · a1 white rook · c1 white bishop · d1 white queen · e1 white king · f1 white bishop · g1 white knight · h1 white rook | a8 black rook · b8 black knight · c8 black bishop · d8 black queen · e8 black king · g8 black knight · h8 black rook · a7 black pawn · b7 black pawn · c7 black pawn · e7 black pawn · f7 black pawn · g7 black bishop · h7 black pawn · d6 black pawn · g6 black pawn · c4 white pawn · d4 white pawn · e4 white pawn · c3 white knight · a2 white pawn · b2 white pawn · f2 white pawn · g2 white pawn · h2 white pawn · a1 white rook · c1 white bishop · d1 white queen · e1 white king · f1 white bishop · g1 white knight · h1 white rook | a8 black rook · b8 black knight · c8 black bishop · d8 black queen · e8 black king · g8 black knight · h8 black rook · a7 black pawn · b7 black pawn · c7 black pawn · e7 black pawn · f7 black pawn · g7 black bishop · h7 black pawn · d6 black pawn · g6 black pawn · c4 white pawn · d4 white pawn · e4 white pawn · c3 white knight · a2 white pawn · b2 white pawn · f2 white pawn · g2 white pawn · h2 white pawn · a1 white rook · c1 white bishop · d1 white queen · e1 white king · f1 white bishop · g1 white knight · h1 white rook | a8 black rook · b8 black knight · c8 black bishop · d8 black queen · e8 black king · g8 black knight · h8 black rook · a7 black pawn · b7 black pawn · c7 black pawn · e7 black pawn · f7 black pawn · g7 black bishop · h7 black pawn · d6 black pawn · g6 black pawn · c4 white pawn · d4 white pawn · e4 white pawn · c3 white knight · a2 white pawn · b2 white pawn · f2 white pawn · g2 white pawn · h2 white pawn · a1 white rook · c1 white bishop · d1 white queen · e1 white king · f1 white bishop · g1 white knight · h1 white rook | a8 black rook · b8 black knight · c8 black bishop · d8 black queen · e8 black king · g8 black knight · h8 black rook · a7 black pawn · b7 black pawn · c7 black pawn · e7 black pawn · f7 black pawn · g7 black bishop · h7 black pawn · d6 black pawn · g6 black pawn · c4 white pawn · d4 white pawn · e4 white pawn · c3 white knight · a2 white pawn · b2 white pawn · f2 white pawn · g2 white pawn · h2 white pawn · a1 white rook · c1 white bishop · d1 white queen · e1 white king · f1 white bishop · g1 white knight · h1 white rook | a8 black rook · b8 black knight · c8 black bishop · d8 black queen · e8 black king · g8 black knight · h8 black rook · a7 black pawn · b7 black pawn · c7 black pawn · e7 black pawn · f7 black pawn · g7 black bishop · h7 black pawn · d6 black pawn · g6 black pawn · c4 white pawn · d4 white pawn · e4 white pawn · c3 white knight · a2 white pawn · b2 white pawn · f2 white pawn · g2 white pawn · h2 white pawn · a1 white rook · c1 white bishop · d1 white queen · e1 white king · f1 white bishop · g1 white knight · h1 white rook | a8 black rook · b8 black knight · c8 black bishop · d8 black queen · e8 black king · g8 black knight · h8 black rook · a7 black pawn · b7 black pawn · c7 black pawn · e7 black pawn · f7 black pawn · g7 black bishop · h7 black pawn · d6 black pawn · g6 black pawn · c4 white pawn · d4 white pawn · e4 white pawn · c3 white knight · a2 white pawn · b2 white pawn · f2 white pawn · g2 white pawn · h2 white pawn · a1 white rook · c1 white bishop · d1 white queen · e1 white king · f1 white bishop · g1 white knight · h1 white rook | a8 black rook · b8 black knight · c8 black bishop · d8 black queen · e8 black king · g8 black knight · h8 black rook · a7 black pawn · b7 black pawn · c7 black pawn · e7 black pawn · f7 black pawn · g7 black bishop · h7 black pawn · d6 black pawn · g6 black pawn · c4 white pawn · d4 white pawn · e4 white pawn · c3 white knight · a2 white pawn · b2 white pawn · f2 white pawn · g2 white pawn · h2 white pawn · a1 white rook · c1 white bishop · d1 white queen · e1 white king · f1 white bishop · g1 white knight · h1 white rook | 1 |
|   | a | b | c | d | e | f | g | h |   |

 Модерна одбрана, Авербакх систем ( ЕЦО А42) може се доћи линијама:
- 1.е4 г6 2.д4 Лг7 3.ц4 д6 4. Сц3 (види дијаграм)
- 1.д4 г6 2.ц4 Лг7 3. Сц3 д6 4.е4 (види дијаграм)

Могући потези за црног у овом тренутку укључују 4. . . Сф6, 4. . . Сц6, 4 ... е5 и 4. . . Сд7. Потез 4. . . Сф6 доводи до положаја краљеве индијске одбране, где бијели има опције 5. Сф3, 5.ф3, 5. Ле2, 5.ф4, и тако даље.

## Необични одговори бијелог
Флексибилност и жилавост модерне одбране изазвали су неке веома агресивне реакције бијелог, укључујући грубо назван Манки'с бум (Мајмунска квржица), типична секвенца од 1.е4 г6 2. Лц4 Лг7 3. Дф3. (Побољшанија верзија у Манки'с Бум Одложен где бијела игра Лц4 и Дф3 тек након развоју свог даминог скакача.)
До других необичних отвора се може доћи након 1.е4 г6. Одбрана Хипопотама је један такав систем. Друга је норвешка одбрана (позната и као одбрана Сјеверног мора) која почиње 1.е4 г6 2.д4 Сф6 3.е5 Сх5. (Ако бијели игра 4.г4, Црни повлачи скакача са 4. . . Сг7. 4. Ле2, црни може повући скакача или гамбит пјешакаа са 4 ... д6! ? Ако бијели игра 3. Сц3 умјесто 3.е5, црни може да пребаци у Пирчеву одбрану са 3 ... д6 или настави на неконвенционалан начин са 3 ... д5! ? )
Транспозиције су могуће након 2.ц4, на примјер резултат Мароцзи Бинда послије 2 ... ц5 3. Сф3 Лг7 (или Сц6) 4.д4 цхд4 5. Схд4 (скакач узима на д4 пољу) и Авербакх систем се постиже након 2. . . Лг7 3.д4 д6 4. Сц3. Послије 2. Сф3, црни може да игра 2 ... ц5, преносећи се на сицилијанску одбрану, или 2. . . Лг7. Слиједећи 2 Сц3, црни може пренијети на затворену сицилијанку са 2 ... ц5 или играти 2. . . Лг7.

## Кавалек вс. Сатлс
У сљедећој игри одиграној на Олимпијади у Ницеу 1974. године, канадски ГМ Данкан Сатлс, један од водећих експонената модерне, победио је чешко-америчког ГМ Лубомира Кавалека : </br>
1. е4 г6 2. д4 д6 3. Сф3 Лг7 4. Ле2 Сф6 5. Сц3 (Пирцчева одбрана транспозицијом ) 5 ... а6 6. а4 0-0 7. 0-0 б6 8. Те1 Лб7 9. Лц4 е6 10. Лф4 Сбд7 11. Дд2 б5! (покретање дубоке комбинације; Сатлс је касније примјетио да је Кавалек заузео центар и развио своје фигуре на начин који заговара Фред Реинфелд, али сада стоји горе) 12. ахб5 ахб5 (пјешаци узимају на б5 пољу) 13. Тха8 Тха8 (топови узимају на а8 пољу) 14. Лхб5 Лхе4 15. Схе4 Схе4 16. Тхе4 Дхе4 17. Лхд7 Та8 18. х4 Дб7! (упркос својим материјалном предношћу, бијели је у невољи; имајте на уму да је његов ловац на д7 скоро заробљен) 19. д5 е5 20. Лх6 Дхб2 21. х5 Та1 + 22. Кх2 Дб1 23. Лхг7 Дх1 + 24. Кг3 Кхг7 25. Лх3 Дц1 26. х6 + Кф6 27. ц4 Дхд2 28. Схд2 Кг5 29. Се4 + Кхх6 (краљ узима на х6 пољу) 30. Лд7 ф5 31. Сф6 Та7 32. Лб5 г5 33. Сг8 + Кг7 34. Се7 Кф6 35. Сц6 Та3 + 36. Кх2 х5 37. Сб8 х4 38. Са6 г4 39. Схц7 Та2 40. Кг1 г3 41. фхг3 ххг3 (пјешак на х пољу узима на г3 пољу) 42. Кф1 е4 0–1 